# 강산무진도
강산무진도(江山無盡圖)는 길이 10m에 달하는 긴 축(軸)에 춘·하·추·동의 4경(景)을 환상적으로 전개시킨 이인문(李寅文)의 회화 작품이다. 국립중앙박물관이 소장하고 있다. 필법은 남종화의 평원(平遠)과 북화의 굴강을 겹친 듯한 중국화의 기술수준을 과시하고 있다. 포구의 춘경(春景)으로부터 도원(桃園)의 춘색(春色)에 이르기까지 인간의 상상력을 동원하여 삼라만상(森羅萬象)의 대자연 속에 아물거리는 인간세계를 묘사했는데 중첩한 암벽의 준법과 정제된 구도 속에 정온(靜穩)한 강촌(江村)의 아취(雅趣)가 자연스럽게 표현되었다. 김정희(金正喜)의 수장인(收藏印)이 찍혀 있는 작품이다.

## 그림

강산무진도1
강산무진도2
강산무진도3